# Diecézní muzeum (Freising)
Diecézní muzeum (též nazýváno Dombergmuseum) v bavorském městě Freising v Německu leží na tzv. Dombergu. Jedná se o instituci arcidiecéze mnichovsko-freisinské. Otevřeno bylo roku 1974. Dokonce je to jedno z největších církevních muzeí na světě.

Jako základ muzejních sbírek posloužily dary od teologů a kunsthistoriků Joachima Sigharta (1857) a Heinricha Gottharda (1864). V dalších letech byly stále více rozšiřovány. Arcibiskup mnichovský a freisinský Julius Kardinal Döpfner podpořil vznik pro širokou veřejnost přístupného muzea pod záštitou arcidiecéze.

Dnes se v muzeu nachází na 16 tisíc uměleckých děl. Muzeum disponuje 4800 m2 velkou výstavní plochou. Muzeum obývá prostory chlapeckého internátu (něm. Knabenseminar). Jedná se o budovu v neoklasicistním slohu z roku 1870, postavenou pod vedením německého architekta Matthiase Bergera, která je dnes památkově chráněná. Muzeum shromažďuje jak díla historická např. od Erasma Grassera, Jana Polacka, Hanse Leinbergera, Lucase Cranacha, Cosmase Damiana Asama, Giovanniho Domenica Tiepola, Johanna Baptisty Strauba, Christophera Paudiße, tak i díla moderních autorů Alexeje von Jawlenskyho nebo Rupprechta Geigera. Vedle maleb, ikon a soch tvoří sbírku také mince, medaile či paramenta. V suterénu se rozkládá sbírka jesliček. Muzeum pořádá pravidelně mimořádné výstavy.

6. července 2013 bylo muzeum překvapivě uzavřeno. Odůvodněním byla modernizace protipožárního zabezpečení. Avšak dle Süddeutsche Zeitung je pravým důvodem to, že muzeum od svého otevření v roce 1974 nemělo potřebné povolení pro provoz expozice. Během odstávky je plánována sanace, přestavba expozice a rozšiřující badatelská činnost. V únoru 2017 vyhrála architektonickou soutěž na přestavbu berlínská kancelář Gerkan, Marg und Partner. Plánované stavební práce by měly trvat do roku 2021.

Dnešním ředitelem muzea je německý teolog Christoph Kürzeder, který v době oprav pořádá výstavy v jiných prostorech. Po jednáních s Bavorským zemským úřadem pro památkovou péči bylo rozhodnuto o stržení tzv. Oktogonu. Jednalo se o budovu s toaletami, přidruženou k samotné historické budově bývalého chlapeckého semináře.